# Vicenta Chávez Orozco
Vicenta Chávez Orozco, SS.T.PP., řeholním jménem María Vicenta od svaté Doroty (6. února 1867, Cotija de la Paz – 30. července 1949, Guadalajara) byla mexická římskokatolická řeholnice, zakladatelka a členka kongregace Služebnic Nejsvětější Trojice a chudých. Katolická církev ji uctívá jako blahoslavenou.

## Život
Narodila se dne 6. února 1867 v obci Cotija de la Paz v Mexiku jako poslední ze čtyř dětí Luisi Chávezovi a Benigně Orozcovi. Všichni její sourozenci byli chlapci, z nichž jeden se jmenoval Eligio. Byla velmi zbožným dítětem.
S rodiči se přestěhovala do Guadalajary, kde žili chudí lidé a dělníci. Dne 20. února 1892 byla kvůli zápalu plic hospitalizována v nemocnici Santisima Trinidad. Dne 10. července 1892 se zotavila. Později se do nemocnice vracela, aby navštěvovala nemocné.
Dne 25. prosince 1895 složila soukromé řeholní sliby. Shromáždila komunitu podobně smýšlejících žen a s pomocí kněze Miguela Cano Gutiérreze založila ženskou řeholní kongregaci Služebnic Nejsvětější Trojice a chudých. Přijala řeholní jméno María Vicenta od svaté Doroty. Roku 1913 byla zvolena generální představenou jí založené kongregace, kterou poté byla do roku 1943. V roce 1914, během mexické revoluce, síly Venustiana Carranzy obsadily katedrálu Nanebevzetí Panny Marie v Guadalajaře a zajaly řadu kněží a zasvěcených osob, včetně ní.
Od roku 1942 trpěla zhoršením zraku a řadou dalších zdravotních problémů. Dne 29. července 1949 utrpěla infarkt, pročež se, jak měla ve zvyku, nezúčastnila ranní mše svaté ve 4:00. Kaplan Roberto Lopez jí udělil pomazání nemocných a arcibiskup José Garibi y Rivera vyslechl její zpověď a celebroval za ni mši svatou. V posledních hodinách byla bledá a měla slabý puls. Zemřela následujícího 30. července v nemocnici Santisima Trinidad v Guadalajaře.

## Úcta
Její beatifikační proces započala dne 13. dubna 1978, čímž obdržela titul služebnice Boží. Dne 21. prosince 1991 ji papež sv. Jan Pavel II. podepsáním dekretu o jejích hrdinských ctnostech prohlásil za ctihodnou. Dne 7. července 1997 byl uznán zázrak na její přímluvu, potřebný pro její blahořečení.
Blahořečena pak byla dne 9. listopadu 1997 na Svatopetrském náměstí papežem sv. Janem Pavlem II.
Její památka je připomínána 30. července. Bývá zobrazována v řeholním oděvu. Je patronkou jí založené kongregace.